# Lee Sung-jin
Lee Sung-jin (kor. 이성진; * 7. März 1985 in Chungcheongnam-do) ist eine ehemalige südkoreanische Bogenschützin und zweifache Olympiasiegerin.

## Karriere
Lee Sung-jin gewann bei den Weltmeisterschaften 2005 in Madrid im Einzel die Goldmedaille. 2007 gewann sie sowohl den Einzel- als auch den Mannschaftswettbewerb der Asienmeisterschaften.
Sie trat zweimal bei Olympischen Sommerspielen an: 2004 in Athen und 2012 in London. Bei den Spielen 2004 gewann sie zunächst im Einzelwettbewerb die Silbermedaille hinter ihrer Landsfrau Park Sung-hyun. Mit Park und Yun Mi-jin folgte im Mannschaftswettbewerb der Gewinn der Goldmedaille. Diesen Erfolg wiederholte sie 2012, gemeinsam mit Ki Bo-bae und Choi Hyun-joo. Im Einzel schied sie als an Position zwei gesetzte Schützin im Viertelfinale gegen Mariana Avitia aus.